# Ґжимішев
Ґжимішев (пол. Grzymiszew) — село в Польщі, у гміні Тулішкув Турецького повіту Великопольського воєводства.
Населення — 1403 особи (2011).
У 1975-1998 роках село належало до Конінського воєводства.

## Демографія
Демографічна структура станом на 31 березня 2011 року:
|          | Загалом | Допрацездатний вік | Працездатний вік | Постпрацездатний вік |
| -------- | ------- | ------------------ | ---------------- | -------------------- |
| Чоловіки | 708     | 174                | 485              | 49                   |
| Жінки    | 695     | 147                | 420              | 128                  |
| Разом    | 1403    | 321                | 905              | 177                  |